# Richard Johansson
Carl Richard Johansson (født 18. juni 1882, død 24. juli 1952) var en svensk kunstskøjteløber, som deltog i OL 1908 i London.
Johansson vandt sølvmedalje i kunstskøjteløb ved OL 1908 i London. Han kom på en andenplads i herrernes løb efter landsmanden Ulrich Salchow. Det var ni deltagere i konkurrencen, der fandt sted i oktober måned, fire måneder efter de egentlige olympiske lege. Johansson blev blot nummer fire i det obligatoriske program, men han vandt det frie program, hvilket var nok til at sikre ham sølvmedaljen.
Richard Johansson vandt det svenske mesterskab fire gange (1904, 1908, 1909 og 1910). Han deltog i fire VM og et EM i perioden 1905–1914 uden at vinde medaljer; hans bedste resultater var to fjerdepladser i 1905 og 1909 ved VM. Til gengæld vandt han sammen med Gertrud Ström VM-bronze i 2009 i parløb.